# Стадіон Кошиен
Стадіон Кошієн (甲子園球場, Koshien Stadium) — стадіон в Префектура Хіого, Японія. Відкритий в 1924 році й уміщує 47 359 глядачів.
На ньому проводяться бейсбольні матчі, стадіон домашній для клубу Ханшин Тигри..